# Long Tân (Bình Dương)
Long Tân is een xã in huyện Dầu Tiếng, een district in de Vietnamese provincie Bình Dương.
Long Tân ligt in het oosten van het district, ongeveer achttien kilometer ten oosten van thị trấn Dầu Tiếng, de hoofdplaats van Dầu Tiếng. In het zuiden en oosten grenst het aan het district Bến Cát.